# (198592) Antbernal
(198592) Antbernal est un astéroïde de la ceinture principale.

## Description
(198592) Antbernal est un astéroïde de la ceinture principale. Il fut découvert le 3 janvier 2005 à Begues par José Manteca. Il présente une orbite caractérisée par un demi-grand axe de 2,82 UA, une excentricité de 0,06 et une inclinaison de 7,2° par rapport à l'écliptique.

## Compléments